# Planina Gornja
Planina Gornja is een plaats in de gemeente Zagreb in de Kroatische provincie Stad Zagreb. De plaats telt 248 inwoners (2001).